# Schönbrunn (Röhrmoos)
Schönbrunn ist ein Ortsteil der Gemeinde Röhrmoos im Landkreis Dachau (Bayern). Das Dorf hat etwa 780 Einwohner.

## Geographie
Das Pfarrdorf Schönbrunn befindet sich etwa 1 km östlich von Röhrmoos an der Kreisstraße Kreisstraße DAH 3. Der Ort liegt nördlich vom Laffgraben, der in die Amper fließt.

## Gemeinde
Schönbrunn bildete mit Durchsamsried, Rudelzhofen und Zieglberg eine Gemeinde im Landkreis Dachau. Sie wurde mit allen Ortsteilen im Zuge der Gebietsreform in Bayern am 1. Mai 1978 in die Gemeinde Röhrmoos eingegliedert.

## Geschichte

Schloss Schönbrunn, Stich von Michael Wening.

Schönbrunn wird um 800 erstmals als „Prunna“ erwähnt. Eine Adelssitz war bereits im 13. Jahrhundert vorhanden. Über den Dreißigjährigen Krieg wird vermerkt: „Anno 1632 sind in Schönbrunn mehrere Personen umkumben.“
1688 wurde das Schloss Schönbrunn erbaut. 1861 wurde das stark renovierungsbedürftige Schlossgut an Gräfin von Butler verkauft. Sie engagierte sich sehr für die Pflege von behinderten Menschen und holte zu diesem Zweck Ordensschwestern der Franziskanerinnen für die spätere Kongregation der Dienerinnen der Göttlichen Vorsehung (1911) nach Schönbrunn. Ab 1863 wurde das Schloss als Heim für Behinderte und als Ausbildungsstätte für junge Mädchen genutzt. Die Einrichtung wird heute vom Franziskuswerk Schönbrunn getragen.
1999 wurde auf einer hügeligen Straße etwas außerhalb von Schönbrunn eine kurze Szene aus dem deutschen Kinderfilm „Pünktchen und Anton“ gedreht.
2015 eröffnete Schönbrunn während der Europäischen Flüchtlingskrise ein Flüchtlingslager.

## Sehenswürdigkeiten
- Klosterkirche St. Josef[5]
- Hauskapelle St. Raphael[6]
- Ehemalige Hofmarkkirche Heilig Kreuz[7]
- Marienkapelle[8]
- Waldkapelle[9]